# Aria (magazine)
Pour les articles homonymes, voir Aria (homonymie).
Aria est un magazine de prépublication de mangas mensuel de type shōjo édités par Kōdansha. C'est en avril 2010 que l'éditeur annonça la sortie d'un nouveau magazine et le premier numéro a été publié le 28 juillet 2010. Le magazine est sorti dans un format B5. Il cible majoritairement un lectorat féminin âgé de 16 à 22 ans.

## Séries prépubliées
- Amatou Penguin - Kenji Sonishi
- Cherry Sen! - Reno Amagi
- GDGD-DOGS - Ema Tōyama
- Haikyo Shōjo - Nao Tsukiji
- Hanirabi! - Kuwahara Sōta
- Iiki no Ki - Kaori Yuki
- Jauhara Genya - Chisato Nesumi
- Junketsu + Kareshi - Aya Shouoto
- Kore wa Koi no Hanashi - Chika
- Kurogane Girl - Kokoro Natsume
- Maka Society - Miki Maki
- Magnolia - Naked Ape
- Mukuro Chandelier - Miki Rinno
- Ōjisama Kōrin - Akira Hiyoshimaru
- Pika Ichi - Aki Mochida et Yoko Maki
- Seiza Danshi - Yuki Kirigai
- Zoo ~Kemono Kingdom~ - Mochi
- Otome x Ranbun - Imamura Youko
- No. 6 - Atsuko Asano et Hinoki Kino